# Сахара (фільм, 1995)
«Сахара» (англ. «Sahara») — австралійсько-американський телевізійний фільм, військова драма, рімейк однойменного фільму 1943 року, що оповідає про оборону колодязя в пустелі зведеним загоном союзників під час Другої світової війни.

## Сюжет
Після падіння Тобрука в червні 1942 сержант американської армії Джо Ганн з екіпажем веде свій танк M3 Lee по імені «Лулу Белл» по лівійської пустелі до позицій союзників, рятуючись від наступаючих німецьких військ Роммеля. Дорогою він підбирає кількох солдатів союзників і військовий лікар Холлідей, капітан за званням, передає Ганну командирські повноваження. Рухаючись далі, загін підбирає італійського військовополоненого під конвоєм солдата британського Судану. Також Ганн збиває німецький винищувач, і союзники беруть в полон ворожого льотчика.
Загону вдається знайти воду в старому, напівзасохлі колодязі, розташованому в покинутому поселенні Бір Акрома, проте до цього ж колодязя прямує німецький механізований батальйон. Незважаючи на переважаючі сили противника, сержант Ганн вирішує прийняти бій. Відбивши дві потужні атаки, захисники наносять німцям великі втрати в особовому складі, але при цьому втрачають майже всіх своїх бійців. Ганн і англійська рядовий Бейтс готуються зустріти смерть у останньому бою, але остаточно виснажені втратами і спрагою німці здаються. Також з'ясовується, що під час бою один з німецьких снарядів потрапив в колодязь, відкривши джерело води…

## У ролях
- Джеймс Белуші — Джо Ганн, сержант
- Алан Девід Лі — Осмонд Бейтс, рядовий
- Саймон Вестевей — Вільямс
- Марк Лі — Джиммі Дойл, рядовий
- Майкл Массі — «француз» ЛеРу, капрал
- Роберт Віздом — Тамбул
- Джером Елерс — Холлідей, капітан
- Анджело Д'Анджело — Джузеппе